# Gediminas Bagdonas
Gediminas Bagdonas (Šiauliai, 26 dicembre 1985) è un ex ciclista su strada e pistard lituano; professionista dal 2007 al 2019, è stato cinque volte campione nazionale Elite, tre a cronometro e due in linea.

## Carriera
Nel 2003 Bagdonas fu medaglia di bronzo nell'inseguimento a squadre agli europei e l'anno successivo nella prova a cronometro ai campionati nazionali. Attivo nella categoria élite 2 già dal 2005, si aggiudicò una medaglia di bronzo nell'inseguimento a squadre agli europei nel 2005 e nel 2006 un argento nell'inseguimento.
Passò professionista nel 2007 con la squadra belga Klaipeda, che aveva in rosa altri sette corridori litani, tra i quali Aidis Kruopis e Ramūnas Navardauskas, e il direttore sportivo Arturas Trumpauskas. In quella stagione fu campione nazionale a cronometro e si aggiudicò una tappa e la classifica generale del Triptyque des Barrages. Nel 2008 passò nel team kazako Ulan, seguendo Trumpauskas e cinque connazionali in forza alla Klaipeda, con cui tuttavia non colse alcuna vittoria. La stagione successiva fu ingaggiato dalla nuova squadra lituana Team Piemonte, diretta dagli italiani Matteo e Pietro Algeri. Già in aprile la squadra fu dismessa per ragioni finanziarie. Come altri compagni lituani che gareggiavano con lui sin dal 2007, Bagdonas si spostò a correre in Belgio e fu ingaggiato dalla Wielervereniging nieuwe hoop di Tielen. Nella seconda parte della stagione vinse il Memorial Philippe Van Coningsloo.
Nel 2010 corse per la PCW Aliplast, altra squadra dilettantistica belga, vincendo una tappa del Tour de la province d'Anvers. Partecipò ai campionati del mondo a Copenaghen, dove terminò ventiduesimo nell'inseguimento, e a diverse prove dei campionati europei a Pruszków in Polonia. Nel 2011 venne ingaggiato dalla formazione Continental belga An Post-Sean Kelly Team. Durante la stagione si impose nella classifica generale della An Post Rás e della Ronde de l'Oise, e in una frazione del Tour of Britain, e divenne per la seconda volta campione lituano a cronometro. L'anno dopo, ancora in maglia An Post, conquistò per la seconda volta il Memorial Philippe Van Coningsloo, il suo primo titolo nazionale in linea e il Baltic Chain Tour.
I risultati del biennio 2011-2012 gli valsero il trasferimento per il 2013 al team World Tour francese AG2R La Mondiale.

## Palmarès
- 2005

1ª tappa Tweedaagse van de Gaverstreek
- 2006

Dwars door het Hageland
- 2007 (Klaipėda-Splendid Cycling Team, sei vittorie)

Campionati lituani, prova a cronometro Elite
Campionati lituani, prova a cronometro Under-23
Grote Prijs van de Stad Geel
Classifica generale Ronde van de Provincie Antwerpen
2ª tappa Triptyque des Barrages (Froidchapelle > Froidchapelle, cronometro)
Classifica generale Triptyque des Barrages
- 2009 (Team Piemonte, due vittorie)

Memorial Philippe Van Coningsloo
Drie Zustersteden
- 2010 (PCW Aliplast, una vittoria)

4ª tappa Ronde van de Provincie Antwerpen (Duffel > Duffel)
- 2011 (An Post-Sean Kelly Team, nove vittorie)

2ª tappa An Post Rás (Portumna > Kilrush)
4ª tappa An Post Rás (Castleisland > Castletownbere)
Classifica generale An Post Rás
2ª tappa Ronde de l'Oise (Pierrefonds > Le Plessis-Belleville)
Classifica generale Ronde de l'Oise
Campionati lituani, prova a cronometro Elite
Prologo Baltic Chain Tour (Vilnius)
1ª tappa Baltic Chain Tour (Vilnius > Panevėžys)
7ª tappa Tour of Britain (Bury St Edmunds > Sandringham)
- 2012 (An Post-Sean Kelly Team, nove vittorie)

Ronde van Noord-Holland
3ª tappa An Post Rás (Gort > Westport)
8ª tappa An Post Rás (Cootehill > Skerries)
Memorial Philippe Van Coningsloo
Campionati lituani, prova in linea Elite
2ª tappa Baltic Chain Tour (Viljandi > Otepää)
4ª tappa Baltic Chain Tour (Šiauliai > Utena)
5ª tappa Baltic Chain Tour (Utena > Vilnius)
Classifica generale Baltic Chain Tour
- 2018 (AG2R La Mondiale, due vittorie)

Campionati lituani, prova a cronometro Elite
Campionati lituani, prova in linea Elite
- 2019 (AG2R La Mondiale, una vittoria)

Campionati lituani, prova a cronometro Elite

### Altri successi
- 2006

Kermesse di Zonnegem
Criterium di Nazareth
- 2007

2ª tappa, 2ª semitappa, Ronde van de Provincie Antwerpen
- 2010

Criterium di Beveren-Waas
- 2011

Meer-Hoogstraten
Verrebroek-Beveren
Kermesse di Dentergem
- 2012

Grote Prijs Belsele-Puivelde

## Piazzamenti

### Grandi Giri
- Vuelta a España

2015: 154º
2016: 134º

### Classiche monumento
- Milano-Sanremo

2016: 156º
2017: 126º
- Giro delle Fiandre

2013: ritirato
2014: ritirato
2015: ritirato
2016: ritirato
2017: ritirato
2018: ritirato
2019: ritirato
- Parigi-Roubaix

2013: 102º
2014: 47º
2015: 111º
2016: 92º
2017: ritirato
2018: ritirato

### Competizioni mondiali
- Campionati del mondo su strada

Madrid 2005 - In linea Under-23: ritirato
Madrid 2005 - Cronometro Under-23: 46º
Copenaghen 2011 - In linea Elite: 25º
Copenaghen 2011 - Cronometro Elite: 32º
Toscana 2013 - Cronosquadre: 24º
Toscana 2013 - Cronometro Elite: 59º
Toscana 2013 - In linea Elite: ritirato
Richmond 2015 - Cronosquadre: 14º
Richmond 2015 - Cronometro Elite: 50º
Richmond 2015 - In linea Elite: ritirato
Doha 2016 - Cronosquadre: 11º
Doha 2016 - Cronometro Elite: 38º
Doha 2016 - In linea Elite: ritirato
Innsbruck 2018 - Cronosquadre: 15º
Innsbruck 2018 - Cronometro Elite: 51º
Yorkshire 2019 - In linea Elite: ritirato
- Campionati del mondo su pista

Ballerup 2010 - Inseguimento individuale: 22º
- Giochi olimpici

Londra 2012 - In linea: 59º

### Competizioni europee
- Campionati europei su strada

Herning 2017 - Cronometro Elite: 17º
Herning 2017 - In linea Elite: 32º
Glasgow 2018 - Cronometro Elite: 25º
Glasgow 2018 - In linea Elite: 39º
- Giochi europei

Misnk 2019 - In linea Elite: 24º
Misnk 2019 - Cronometro Elite: 5º
- Campionati europei su pista

Panevėžys 2012 - Omnium: 3º